# Hamid Algar
Hamid Algar, född 1940, är en brittisk amerikansk professor emeritus i persiska studier i Fakulteten för Mellanösternstudier, University of California, Berkeley.
Algar, som föddes i England, konverterade senare till islam och valde sedan den shiitiska skolan. Han har även översatt böcker från samtida politiska shiitiska teologer, såsom Ruhollah Khomeinis bok Velayat-e Faqih och böcker från Ali Shariati, Morteza Motahhari och Seyyed Mahmoud Taleqani.